# دوینک د کلان
دوینک د کلان (انگلیسی: Doink the Clown) یک بازیکن کشتی حرفه‌ای می باشد که شکل و شمایل دلقک در دبلیودبلیوئی حضور داشته است.